# Куддалор
Куддалу́р, Кудалур (англ. Cuddalore) — город в индийском штате Тамилнад. Ученые считают, что название Cuddalore происходит от Koodalur, что означает "слияние" на тамильском языке.
Административный центр округа Куддалор. По данным всеиндийской переписи 2011 года, в городе проживало  173 636 человек, из которых мужчины составляли 51 %, женщины — соответственно 49 %. В общей сложности, 17 403 человека были моложе шести лет (8 869 мужчин и 8 534 женщины). Средняя грамотность города составляла 78,92%, по сравнению с национальным средним показателем 72,99%. В городе насчитывалось 42174 домашних хозяйства.